# Sob o Sol de Satã (Georges Bernanos)
Sob o Sol de Satã (original: Sous le soleil de Satan) foi o primeiro romance publicado de Georges Bernanos. Bernanos começou a escrevê-lo após o armistício de 1918 e termina-o em 1923, tendo sido publicado pela primeira vez pela editora Plon em 1926.
Segundo Michel Estève, a obra tem três fontes de inspiração essencial: a vida do Santo Cura d'Ars que dá consistência à personagem do abade Donissan; os escritores Léon Bloy e Barbey d'Aurevilly pela sátira de um mundo privado de Deus no caso do primeiro e pela união do fantástico e do real no caso de segundo; a Primeira Guerra Mundial como sinal de protesto contra o clima do pós-guerra.

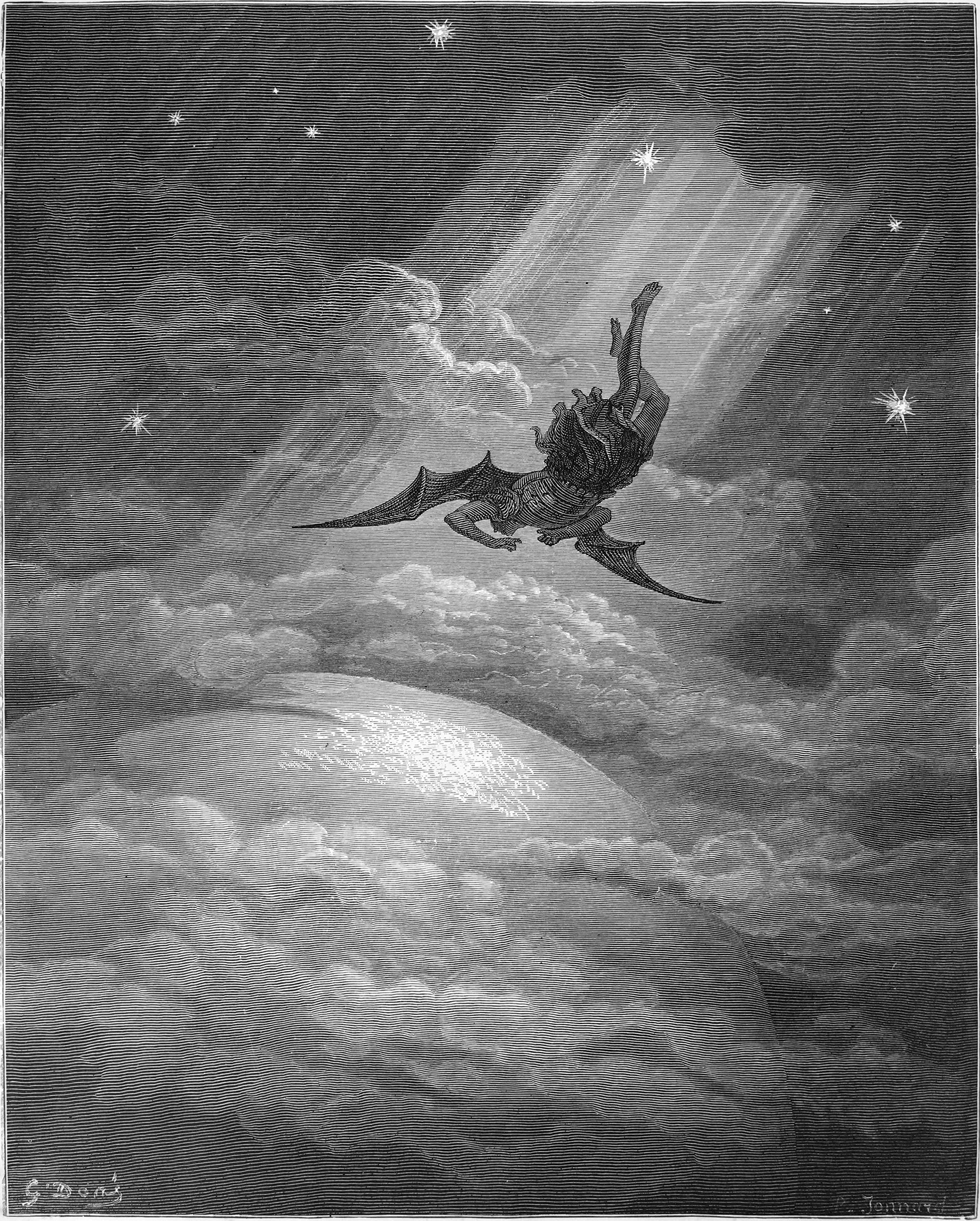
Satã desce à Terra por Gustave Doré, 1866

## Resumo
"Despertar furioso" nascido da grande guerra, "Sob o Sol de Satã" apresenta todos os personagens e situações que são a marca da obra bernanosiana. À volta do personagem central do abade Donissan, jovem sacerdote atormentado pela carne e pela impiedade dos seus paroquianos, há toda uma galeria de personagens angustiados pelo sofrimento e pelo mal. 
Entre elas está Mouchette, uma menina assolada pelo mal e que se tornou, depois de um encontro do abade Donissan com o diabo numa noite num caminho dos montes de Artois, a irmã que Deus lhe deu, e que é uma das figuras mais preocupantes da obra romanesca de Bernanos.
Estrutura
- Prólogo: História de Mouchette - quatro capítulos
- Primeira parte: A tentação do desespero - quatro capítulos longos
- Segunda parte: O santo de Lumbres - quinze capítulos curtos

## Histórico da Obra
O romance foi publicado na coleção Le Roseau d'or dirigida por Jacques Maritain; A obra de Bernanos é publicada à semelhança de obras como as de Paul Claudel ou Nikolai Berdiaev.
Maritain, que sente "uma impressão dolorosa, um mal-estar" com a leitura do romance, incentiva firmemente Bernanos a retomar a escrita da obra, para que a expressão da fé do sacerdote seja mais rigorosa. René Guise, Pierre Gille e especialmente William Bush analisaram pelos rascunhos a intervenção de Maritain. Esta é muito importante, tendo muitas passagens importantes sido retrabalhadas, como os momentos de desespero de Donissan que foram tornados menos explícitos, a evocação dos laços fraternais entre este e Mouchette, a citação de Teresa de Lisieux aplicada a Mouchette dizendo que Deus estava "feliz" por ela.

## Recepção e críticas
Publicado em 1926 pelas edições Plon, este primeiro romance foi um sucesso tanto junto do público como da crítica. André Gide colocou Bernanos ao nível de Barbey d'Aurevilly, mas “diabolicamente melhor”, acrescentou André Malraux.
Sous le soleil de Satan é, segundo o próprio Bernanos, um "livro nascido da guerra". Começou a escrevê-lo numa estada em Bar-le-Duc em 1920, época em que para ele "a face do mundo se tornou hedionda". Bernanos pensava que "estava doente" e "não acreditava que iria viver muito tempo" mas não queria "morrer sem dar o seu testemunho".

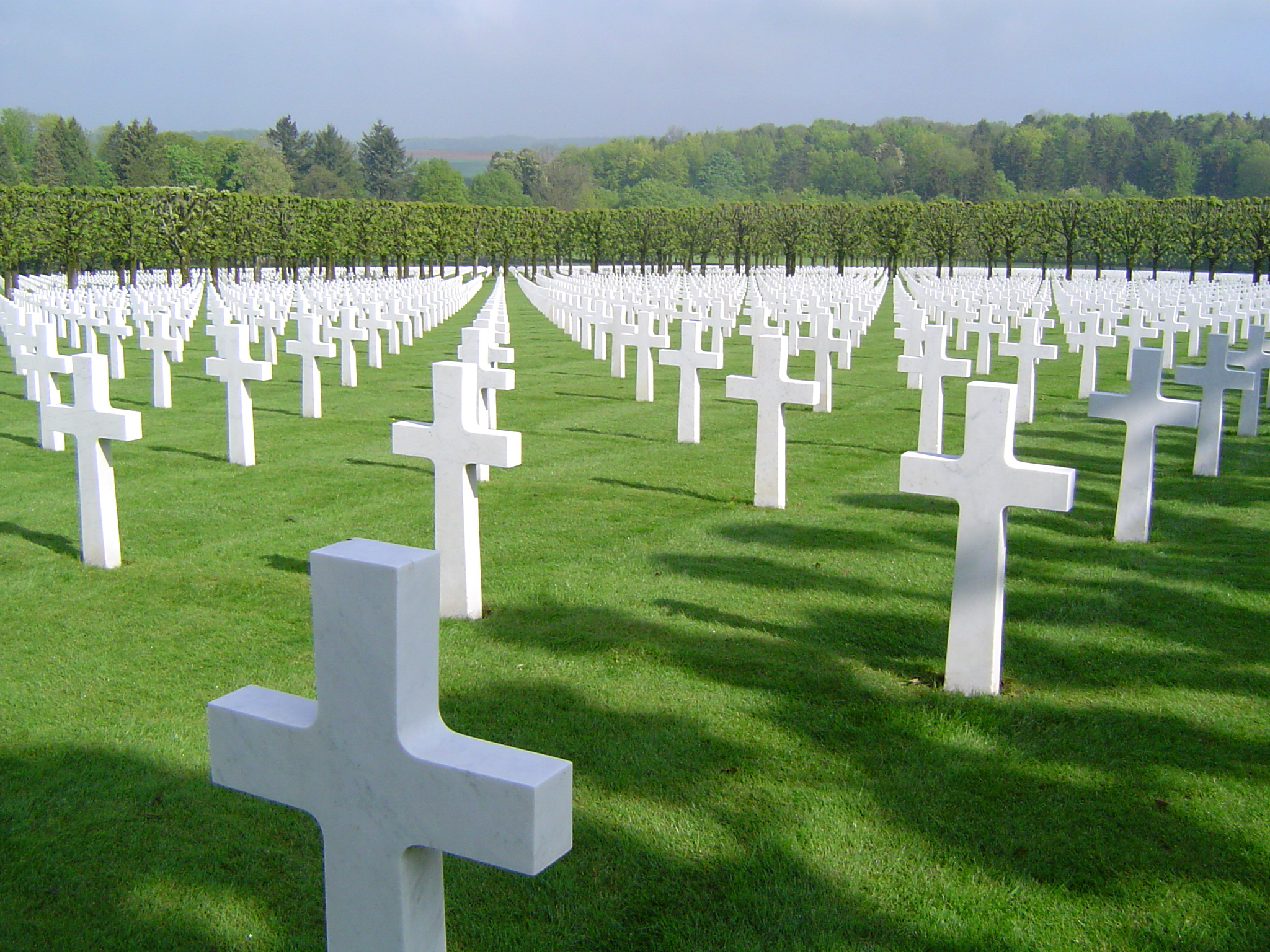
Cemitério de soldados mortos na I Guerra Mundial em Romagne-sous-Montfaucon, França

Inspirado no padre de Ars, o personagem principal do livro, o abade Donissan, é um padre atormentado que duvida de si mesmo, ao ponto de se sentir indigno do seu ministério. O seu pai espiritual e superior, o abade Menou-Segrais, vê nele um santo em potência. E de facto este "atleta de Deus", como é definido por Paul Claudel, tem a faculdade de transmitir a graça divina à sua volta. Mais tarde, ele receberá mesmo o dom de "leitura das almas", durante um encontro noturno extraordinário com o próprio Satanás, aquele cujo ódio "reservou aos santos". O seu destino sobrenatural vai levá-lo a enfrentar Mouchette, uma rapariga que ele não conseguirá salvar não obstante o seu esforço empenhado.
Léon Daudet faz o elogio da obra, classificando Bernanos como "uma nova estrela no firmamento da literatura". De igual modo, Paul Claudel valoriza o livro. Entretanto, ele afirma que Bernanos não tinha "uma impressão clara" do herói, que para ele oscila entre "o asceta magro e o atleta que permanece humano, demasiado humano".
O teólogo suíço Hans Urs von Balthasar considera que o padre Donissan, “corsário do dogma e do misticismo”, é muito diferente do padre de Journal d'un curé de campagne (Diário de um pároco de aldeia), mas que lhe evoca as "primeiras fases da vida dos santos, cheios de violência obscura e que nos parecem passar os limites".
O romance esteve integrado na lista para o Prémio Goncourt que acabará nesse ano por ser atribuído a Le Supplice de Phèdre de Henri Deberly.

## Traduções
Uma tradução para português de Sob o Sol de Satã foi publicada em 2010 pela editora É Realizações com tradução de Jorge de Lima, no formato de 14 x 21 cm, com 320 páginas e com ISBN: 978-85-8033-005-2, pertencendo à Coleção Georges Bernanos.

## Adaptações

### Televisão
- Sous le soleil de Satan, telefilme de 1971 dirigido por Pierre Cardinal com Maurice Garrel e Catherine Salviat nos principais papeis.[15]

### Cinema
- A obra serviu de guião ao filme Sous le soleil de Satan dirigido por Maurice Pialat e com Gérard Depardieu e Sandrine Bonnaire nos principais papeis. O filme recebeu a Palma de Ouro do Festival de Cannes de 1987.[16]

## Ver Também
- Os 100 livros do século segundo Le Monde